# Emily Atef
Emily Atef est une réalisatrice franco-iranienne, née le 6 mai 1973 à Berlin-Ouest, en Allemagne de l'Ouest.

## Biographie
Emily Atef est une cinéaste franco-iranienne née en 1973 à Berlin-Ouest. À l'âge de 7 ans, elle déménage à Los Angeles avec ses parents et son frère aîné, le batteur Cyril Atef. Six ans plus tard, ils déménagent dans le Jura où elle passe son bac. Elle s'installe plus tard à Londres pour travailler en tant que comédienne de théâtre. Finalement, elle retourne en Allemagne pour étudier la réalisation de film à l'Académie allemande du film et de la télévision de Berlin.
Son premier long métrage, Molly's Way, comme ses deux longs métrages suivants écrits avec Esther Bernstorff, a reçu le prix du Meilleur scénario au Filmfest München en 2005 et le Grand Prix du Jury au Mar del Plata Film Festival, en Argentine, ainsi que plusieurs autres prix. Son deuxième long métrage L'Étranger en moi, qui traite du problème de la dépression périnatale à travers l'expérience d'une jeune mère, a également reçu de nombreux prix et a été projeté en 2008 au Festival de Cannes. Elle a ensuite obtenu une bourse de la Cinéfondation à Cannes dont elle s'est servie pour écrire son troisième long métrage : Tue-moi, distribué en 2012 par Les Films du Losange.
Emily Atef a écrit et réalisé son quatrième long métrage Trois Jours à Quiberon en 2018, distribué par Sophie Dulac Distribution. Le film s'inspire d'événements réels de la vie de l'actrice Romy Schneider (interprétée par Marie Bäumer) et brosse le portrait d'une personnalité en tension entre sphère privée et publique. La première mondiale de cette coproduction germano-franco-autrichienne a eu lieu à la 68e édition du Festival international de Berlin, où le film a été présenté en compétition, invité à concourir pour l'Ours d'or. Lors de la remise des Prix du Cinéma Allemand (Deutscher Filmpreis) de la même année, le film a reçu sept prix, notamment dans les catégories réalisation pour Emily Atef, meilleur film, meilleure actrice pour Marie Bäumer, et pour les seconds rôles : Birgit Minichmayr et Robert Gwisdek.
La même année elle réalise Le Fils perdu (de) avec Jörg Schüttauf et Ulrike C. Tscharre, un film sur un père qui apprend que son fils de 19 ans a rejoint les rangs de l'État islamique en Syrie. Le film a été montré au 51e Hofer Filmtage. En France le film est diffusé le 18 janvier 2019 sur arte.
Le film a été suivi par le premier film français d'Atef, Plus que jamais, avec Vicky Krieps et Gaspard Ulliel dans son dernier rôle au cinéma. Le film a été présenté en avant-première dans la section Un certain regard lors du 75e Festival de Cannes et a été acclamé par la critique : Robert Abele, du Los Angeles Times, a écrit : "L'étude de caractère réfléchie de la réalisatrice et coscénariste Emily Atef, portée par l'une des plus grandes actrices du paysage cinématographique actuel, Vicky Krieps, de Phantom Thread, s'éloigne du sentimentalisme et met l'accent sur la recherche d'une paix nouvelle et inexplorée"." Steph Green a écrit pour Indiewire : "Atef contourne l'inévitable enterrement et termine par ce qui est certainement l'une des meilleures scènes de sexe de la mémoire cinématographique récente".
En 2022, Atef a réalisé 2 épisodes de la 4ème et dernière saison de la série emblématique de comédie noire britannique Killing Eve , épisode 5 Don't Get Attached et épisode 6 Oh Goodie, I'm the Winner.

## Filmographie

### Réalisatrice
- 2003 : From XX to XY. Fighting to Be Jake (court-métrage)
- 2004 : Asyl (documentaire)
- 2005 : Molly's Way
- 2008 : L'Étranger en moi (Das Fremde in mir)
- 2012 : Tue-moi (Töte mich)
- 2017 : Wunschkinder (de) (téléfilm)
- 2017 : Königin der Nacht (de) (téléfilm)
- 2018 : Trois Jours à Quiberon (3 Tage in Quiberon)
- 2018 : Le Fils perdu (de) (Macht euch keine Sorgen!)
- 2019 : Tatort, épisode 1101 : Falscher Hase (téléfilm)
- 2020 : Jackpot (de) (téléfilm)
- 2022 : Plus que jamais[8],[9]
- 2022 : Killing Eve Saison 4 : épisode 5 Don't Get Attached[7] et épisode 6 Oh Goodie, I'm the Winner[10].
- 2023 : Irgendwann werden wir uns alles erzählen

### Actrice
- 2004 : Marseille

## Distinctions

### Récompenses
- Filmfest München 2005 Meilleur scénario pour Molly's Way
- Film Festival Nuremberg 2005 Meilleur film pour Molly's Way
- Mar del Plata Film Festival 2005 le Grand Prix du Jury pour Molly's Way
- Festival international du film de São Paulo 2008 Meilleur film pour L'Étranger en moi (Das Fremde in mir)
- Filmfest Oldenburg 2008  Meilleur film et Prix Otto Sprenger pour L'Étranger en moi (Das Fremde in mir)
- CinémaScience Intern. Film Festival à Bordeaux 2009 Prix du public pour L'Étranger en moi (Das Fremde in mir)
- 2018 : 68e cérémonie du Deutscher Filmpreis : Meilleur film et Meilleure réalisation pour Trois Jours à Quiberon[11].
- Cinemania Film Festival Meilleur film pour Plus Que Jamais[12]

### Sélection
- Festival de Cannes 2008 : sélection « Semaine de la critique » pour L'Étranger en moi
- Berlinale 2018 : sélection « compétition » pour Trois Jours à Quiberon
- Festival de Cannes 2023 : sélection « Un certain regard » pour Plus que jamais
- Berlinale 2023 : sélection « compétition » pour Irgendwann werden wir uns alles erzählen